# Boiga gokool
Espèce
Synonymes
- Dipsas gocool Gray, 1835

Boiga gokool  est une espèce de serpents de la famille des Colubridae.

## Répartition
Cette espèce se rencontre au Bangladesh et en Inde (dans les États d'Assam, d'Arunachal Pradesh, du Bengale-Occidental, du Manipur, du Meghalaya, du Nagaland et du Sikkim).

## Publication originale
- Gray, 1835 : Illustrations of Indian Zoology, chiefly selected from the collection of Major-General Hardwicke. vol. 2, p. 1-263 (texte intégral).